# Robert Hobart, 4. Earl of Buckinghamshire

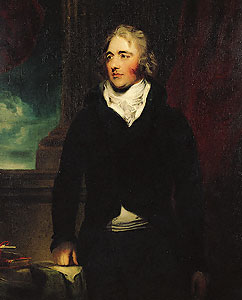
Robert Hobart, 4. Earl of Buckinghamshire

Robert Hobart, 4. Earl of Buckinghamshire PC (* 6. Mai 1760; † 4. Februar 1816 in London) war ein britischer Politiker.

## Leben
Hobart war der Sohn von George Hobart, 3. Earl of Buckinghamshire, und dessen Ehefrau Albinia, Tochter des Lord Vere Bertie, jüngerer Sohn von Robert Bertie, 1. Duke of Ancaster and Kesteven. Er besuchte die Westminster School in London.
Er war von 1784 bis 1797 als Abgeordneter für Portarlington Mitglied des Irish House of Commons. Von 1788 bis 1796 saß er auch im britischen House of Commons, zunächst für Bramber und ab 1790 für Lincoln. Im Jahre 1793 wurde er Mitglied des Privy Council und als Nachfolger von Sir Charles Oakeley, 1. Baronet, Gouverneur von Madras, welcher er bis 1797 blieb. Bei seiner Rückkehr nach Großbritannien im Jahre 1798 wurde er durch vorzeitige Übernahme des nachgeordneten Titels Baron Hobart seines Vaters (Writ of Acceleration) ins House of Lords berufen. Von 1801 bis 1804 diente er als Kriegs- und Kolonialminister, 1805 und 1812 als Chancellor of the Duchy of Lancaster, von 1806 bis 1807 als Postmaster General und als Präsident des Board of Control von 1812 bis 1816.
Hobart heiratete 1792 seine erste Ehefrau Margaretta Bourke († 1796). Sie hatten einen gemeinsamen Sohn, der schon im Kindesalter verstarb, und eine Tochter, Lady Sarah Albinia Louisa Hobart (1793–1867), die den britischen Premierminister Lord Goderich heiratete und die Mutter von George Robinson, 1. Marquess of Ripon, wurde. Nach dem Tod seiner ersten Ehefrau Margaretta heiratete er 1799 Hon. Eleanor Agnes Eden (1777–1851), eine Tochter von William Eden, 1. Baron Auckland. Mit ihr hatte er keine Kinder. Lord Buckinghamshire starb im Februar 1816 im Alter von 55 Jahren, nachdem er vom Pferd gefallen war. Titelerbe wurde sein Neffe George.
Die Hauptstadt Tasmaniens, Hobart, wurde nach ihm benannt.